# Шевченко, Владимир Никитович
Влади́мир Ники́тович Шевче́нко (укр. Володимир Микитович Шевченко; 23 декабря 1929, Балта — 30 марта 1987, Киев) — советский кинорежиссёр. Заслуженный деятель искусств УССР (1976), посмертно лауреат Государственной премии СССР (1988), лауреат Государственной премии УССР имени Т. Г. Шевченко (1978), посмертно лауреат премии «Ника» (1989).

## Биография
Родился в городе Балта, Молдавской АССР (ныне Одесская область, Украина).
В 1967 году окончил операторский факультет ВГИКа.
После аварии на Чернобыльской АЭС в качестве режиссёра и автора сценария пребывая в эпицентре катастрофы снял документально-публицистический фильм «Чернобыль. Хроника трудных недель», который был оценён рядом высоких наград.
Член Союза кинематографистов СССР (СК Украинской ССР).
Скончался 30 марта 1987 года в Киеве от лучевой болезни и тяжёлого химического отравления, полученных в результате пребывания на ЧАЭС. Похоронен вместе с женой на старой части Байкового кладбища (участок № 5).

## Фильмография

### Документальное кино
- 1966 — Кулунда. Тревоги и надежды
- 1967 — Время, помни!
- 1970 — Добрый день, Львов
- 1970 — Древний город Льва
- 1971 — Искупление
- 1973 — Битва за Киев (в соавторстве)
- 1974—1977 — Советская Украина. Годы борьбы и побед (кинотрилогия из фильмов «Начало пути», «Огненный путь», «Путь свершений»; совместно с И. Грабовским и И. Малышевским)
- 1974 — Украина славит героев
- 1975 — Высота Максима Гуржия
- 1981 — Ради мира на Земле
- 1983 — Имя твоё — Севастополь
- 1986 — Чернобыль. Хроника трудных недель[укр.]

### Игровое кино
- 1980 — Поезд чрезвычайного назначения
- 1985 — Контрудар

## Награды и звания
- заслуженный деятель искусств УССР (1976);
- Государственная премия УССР имени Т. Г. Шевченко (1978) — за документальную кинотрилогию «Советская Украина. Годы борьбы и побед» (1974—1977);
- Государственная премия СССР (1988) — за документально-публицистический фильм «Чернобыль. Хроника трудных недель[укр.]» (1986), посмертно;
- премия «Ника» (1989) — за лучшую работу оператора неигрового кино — фильм «Чернобыль. Хроника трудных недель» (1986), посмертно[3].

## Память
Почётный гражданин Киева, в нескольких городах страны ему установлены мемориалы.
В честь В. Шевченко назван астероид главного пояса 6684 Володшевченко — открытый 19 августа 1977 года астрономом КрАО Н. С. Черных.